# DR Baureihe 212
DR Baureihe 212 är ett tyskt ellok byggt mellan 1990 och 1994.

## Historia och design
BR 212 är till mycket stor del baserat på det tidigare elloket BR 143. Den huvudsakligen skillnaden mellan de två loken är att BR 212 har en toppfart på 160 km/h jämfört med 120 km/h för BR 143. Anledningen till den ökade hastigheten var att Tysklands återförening innebar att järnvägslinjerna i berlinområdet fick en ökad topphastighet. Omkring år 1990 byggdes fyra prototyper, och därefter levererades de 35 första serieexemplaren till DR. Sedan 2019 har lok börjat tas ur trafik.

## Versioner

### DR Baureihe 212/DB Baureihe 112
BR 212/112 blev en politisk symbol för den tyska återföreningen, då både DB och DR beställde 45 exemplar var av den förbättrade versionen BR 112.1. I och med detta kom även BR 212:s littera att ändras 112.0 hos DR, för att passa in i det standardiserade litterasystemet. Den huvudsakliga anledningen till att DB beställde 45 lok var politik, samt för att stödja fabriken i Henningsdorf. DB hade egentligen velat beställa ett universallok med en topphastighet på 200 km/h, likt BR 120. Fabriken i Henningsdorf kom även att falla i AEG:s ägo 1992, då företaget ägde fabriken innan delningen av Tyskland 1946. BR 112 användes till en början främst för att dra så kallade Interregiotåg. I samband med att dessa typer av tåg drogs in i Tyskland började man att uppgradera Regio-expresståg till hastigheter på 160 km/h, man valde då att använda de före detta Interregioloken för att dra dessa tåg. 2004 hade alla BR 112 förflyttats från DB fjärrtågsdivision till de olika regionaltågsdivisionerna runt om i Tyskland.

### DB Baureihe 114

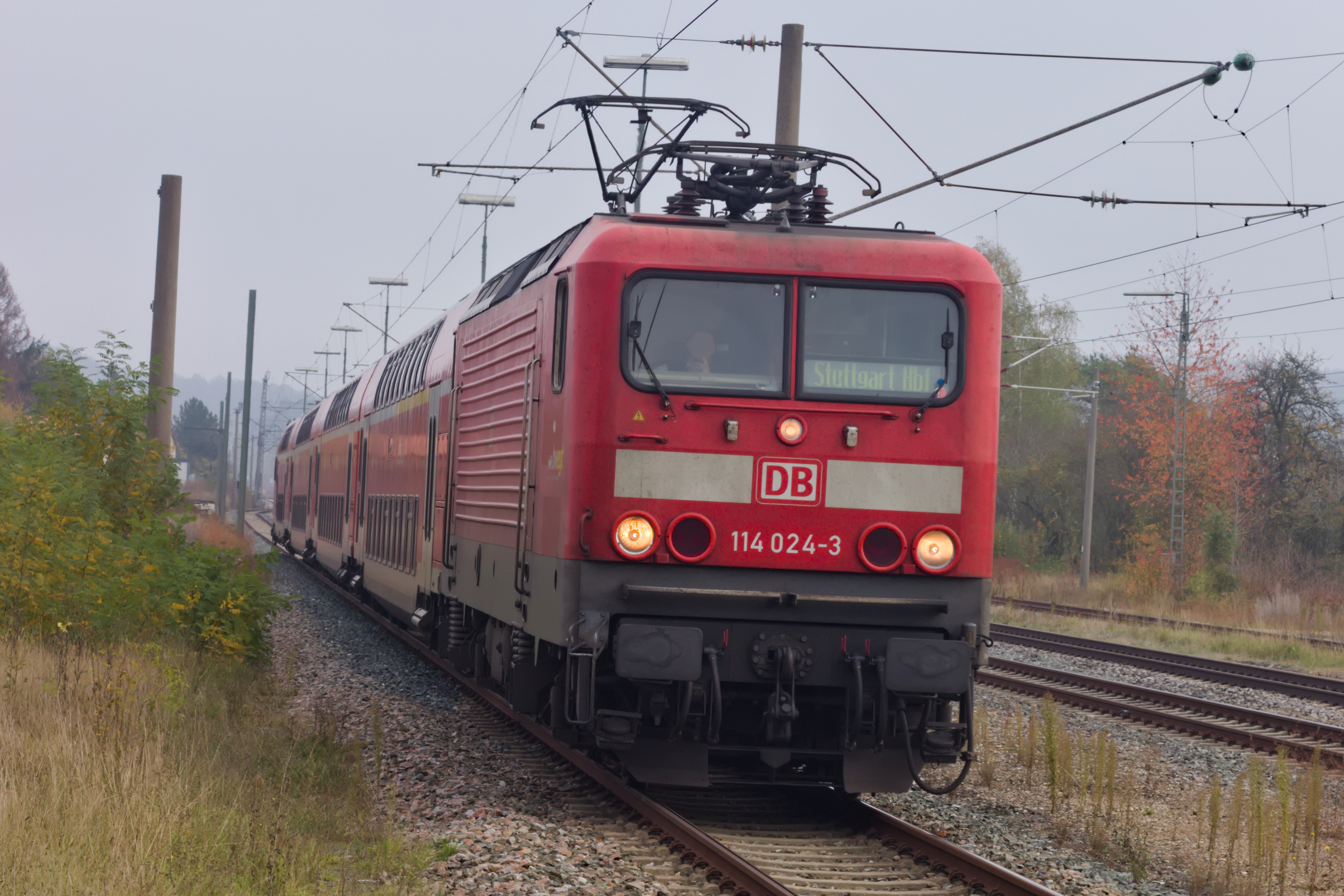
BR 114

1 april 2000 bytte alla 38 lok med litterat BR 112.0 littera till BR 114. Denna förändringen berodde huvudsakligen på att loken mestadels dragit regionaltåg i Berlin, Brandenburg och Mecklemburg-Vorpommern. En annan och mer betydande anledning till bytet var att man ansåg att skillnaderna mellan BR 112.0 och BR 112.1 var så pass stora att de inte kunde ha samma huvudlittera. Efter förflyttningen av resterade lok av BR 112 kan bytet av littera ses som onödigt då det inom BR 143-klassen kan skilja mer mellan två lok än vad det skiljer mellan alla lok av klasserna BR 112.1 och BR 114. BR 114 är visuellt mer lika BR 143 än BR 112.1 på grund av dess lyktor.

### DBAG 755 025

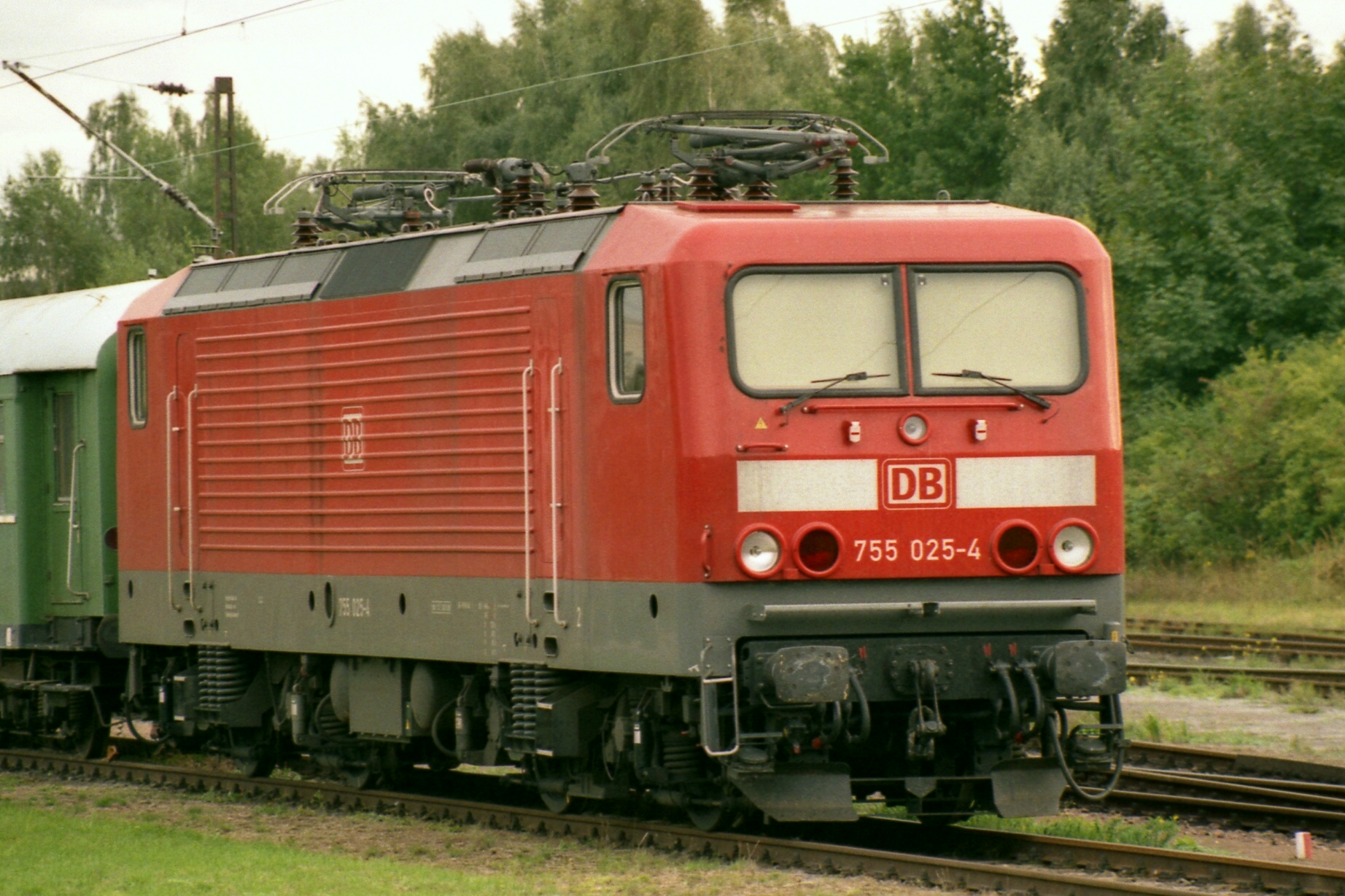
Testloket 755 025

Under det tidiga 1990-talet ville det tidigare östtyska utvecklingsdepartementet för järnvägar, VES-M Halle, ha ett snabbt ellok för sina tester. I januari 1995 fick man loket 112 025, som senare kom att omnumreras till 755 025. Loket blev senare 114 501, innan det togs ur tjänst 2015.